# Matilde Jorge
Matilde Jorge é uma tenista portuguesa que atingiu seu melhor ranking no WTA em simples/singulares no dia 12 de dezembro de 2022 sendo Nº634 e em duplas alcançou o seu melhor resultado como Nº159 no dia 12 de dezembro de 2022. 
Matilde tem uma irmã mais velha Francisca Jorge, que também é jogadora de ténis no circuito.

## Finais do ITF

### Duplas: 13 (9–4)
| Legenda                  |
| ------------------------ |
| $100,000 torneios        |
| $75,000/$80,000 torneios |
| $50,000/$60,000 torneios |
| $25,000 torneios         |
| $15,000 torneios         |
| $10,000 torneios         |

| Finais pela superfície |
| ---------------------- |
| Duro (7-1)             |
| Terra Batida (2–3)     |
| Grama (0–0)            |
| Carpete (0–0)          |

| Resultado    | Número | Data             | Torneio                              | Supercície   | Companheira        | Oponentes                                      | Resultado        |
| ------------ | ------ | ---------------- | ------------------------------------ | ------------ | ------------------ | ---------------------------------------------- | ---------------- |
| Campeãs      | 1.     | Outubro de 2019  | ITF Santarém, Portugal               | Duro         | Celia Cerviño Ruiz | Sara Lança Ekaterina Shalimova                 | 6–3, 6–2         |
| Vice-campeãs | 1.     | Outubro de 2021  | ITF Loulé, Portugal                  | Duro         | Francisca Jorge    | Despina Papamichail Natalija Stevanović        | 2–6, 5–7         |
| Vice-campeãs | 3.     | Abril de 2022    | ITF Oeiras, Portugal                 | Terra Batida | Francisca Jorge    | Jéssica Bouzas Maneiro Guiomar Maristany       | 6–3, 4–6, [8–10] |
| Vice-campeãs | 4.     | Maio de 2022     | ITF Santa Margherita di Pula, Itália | Terra Batida | Francisca Jorge    | Angelica Moratelli Camilla Rosatello           | 4–6, 5–7         |
| Campeãs      | 5.     | Maio de 2022     | ITF Santa Margherita di Pula, Itália | Terra Batida | Francisca Jorge    | Martina Colmegna Lisa Pigato                   | 7–5, 0–6, [11–9] |
| Campeãs      | 6.     | Maio de 2022     | ITF Montemor-o-Novo, Portugal        | Duro         | Francisca Jorge    | Alana Parnaby Prarthana Thombare               | 6–3, 6–4         |
| Vice-campeãs | 7.     | Junho de 2022    | ITF Caserta, Itália                  | Terra Batida | Francisca Jorge    | Despina Papamichail Camilla Rosatello          | 6–4, 2–6, [6–10] |
| Campeãs      | 8.     | Julho de 2022    | ITF Guimarães, Portugal              | Duro         | Francisca Jorge    | Sarah Beth Grey Jamie Loeb                     | 6–3, 6–1         |
| Campeãs      | 9.     | Setembro de 2022 | ITF Leiria, Portugal                 | Duro         | Francisca Jorge    | Choi Ji-hee Natalija Stevanović                | 6–4, 6–0         |
| Campeãs      | 10.    | Outubro de 2022  | Lisboa Belém Open, Portugal          | Terra Batida | Francisca Jorge    | Irene Burillo Escorihuela Andrea Lázaro García | 6–2, 6–2         |
| Campeãs      | 11.    | Outubro de 2022  | ITF Quinta do Lago, Portugal         | Duro         | Francisca Jorge    | Ku Yeon-woo Adrienn Nagy                       | 6–4, 6–4         |
| Campeãs      | 12.    | Outubro de 2022  | ITF Loulé, Portugal                  | Duro         | Francisca Jorge    | Lee Pei-chi Wu Fang-hsien                      | 6–3, 7–5         |
| Campeãs      | 13.    | Novembro de 2022 | ITF Funchal, Portugal                | Duro         | Francisca Jorge    | Joelle Steur Stephanie Visscher                | 5-7, 7-5, [10-7] |

## Reconhecimentos
3ª jogadora com mais títulos de duplas ITF durante o ano de 2022, conquistando 8 títulos.